# Zoom (album)
Zoom je dvanácté album od skupiny Electric Light Orchestra, vydané 12. června 2001. Toto album bylo následným albem po albu Balance of Power, vydaném v roce 1986. Po vydání se umístilo na #34 v UK Albums Chart a #94 v žebříčku Billboard 200.
Toto album je především sólovým počinem Jeffa Lynnea (s přispěním hostujících hudebníků, z nichž nejvýznamnější byli ex Beatles George Harrison a Ringo Starr). Jediným dalším členem ELO, který se na albu objevil byl Richard Tandy, který účinkoval jak na nahrávce, tak na živých vystoupeních. Toto album je také jediným albem skupiny ELO, na kterém nevystupoval Bev Bevan.

## Singly
- Alright
- Moment in Paradise

## Seznam skladeb
Všechny skladby napsal Jeff Lynne.
1. "Alright" – 3:13
2. "Moment in Paradise" – 3:36
3. "State of Mind" – 3:04
4. "Just for Love" – 3:40
5. "Stranger On a Quiet Street" – 3:41
6. "In My Own Time" – 3:03
7. "Easy Money" – 2:50
8. "It Really Doesn't Matter" – 3:20
9. "Ordinary Dream" – 3:23
10. "A Long Time Gone" – 3:15
11. "Melting in the Sun" – 3:10
12. "All She Wanted" – 3:14
13. "Lonesome Lullaby" – 4:02
14. "Long Black Road" – 3:22 (Japanese bonus track)

## Obsazení
- Jeff Lynne 	- 	zpěv, kytary, baskytara, klávesy, cello, bicí nástroje (původní člen)
- Richard Tandy 	- 	klávesyKeyboards ("Alright") (původní člen)
- George Harrison – slide kytara ("A Long Time Gone" a "All She Wanted")
- Ringo Starr – bicí ("Moment In Paradise" a "Easy Money")
- Marc Mann – kytara ("Moment In Paradise"), aranže ("In My Own Time" a "Melting In The Sun")
- Suzie Katayama – cello ("Just For Love", "Stranger On A Quiet Street" a "All She Wanted")
- Roger Lebow – cello ("Lonesome Lullaby")
- Dave Boruff – saxofon ("A Long Time Gone")
- Laura Lynne – sborový zpěv ("All She Wanted")
- Rosie Vela – sborový zpěv ("Alright", "All She Wanted"), String Arrangements ("In My Own Time")
- Kris Wilkinson – aranže ("Ordinary Dream")